# Ellis Genge
Ellis Genge (* 16. Februar 1995 in Bristol) ist ein englischer Rugby-Union-Spieler. Er spielt als Pfeiler für die englische Nationalmannschaft und die Leicester Tigers.

## Kindheit und Ausbildung
Genge wurde im Stadtteil Knowle geboren und ging in Kingswood zur Schule. Er besucht das John Cabot City Technology College und später das Hartpury College in der Nähe von Gloucester. Er nahm am Academic and Sporting Excellence Programm teil und gewann mit der Auswahl Hartpurys zwei Meisterschaften. Zu diesem Zeitpunkt spielte er noch als Nummer Acht. Als Pfeiler wurde er im Folgenden für alle Jugendauswahlen Englands nominiert und erreichte mit der U20 das Finale der Weltmeisterschaft.

## Karriere

### Verein
Genge begann seine Karriere in der English Premiership bei seinem Heimatverein Bristol Rugby. In der Saison 2015/16 wurde er an Leicester ausgeliehen, wo er im Anschluss an die Saison einen Vertrag über mehrere Jahre unterzeichnete. Nach der Saison 2016/17 wurde er mit dem RPA Young Player Award als bester Nachwuchsspieler ausgezeichnet. Im folgenden Jahr bekam er diese Auszeichnung erneut.

### Nationalmannschaft
Genge gab sein Debüt für die englische Nationalmannschaft im Jahr 2016 gegen Wales. Bei den Six Nations 2019 kam er in vier der fünf Partien zum Einsatz und wurde für die Weltmeisterschaft nominiert.